# Gerhard Schulz
Gerhard Schulz (n. 1 iunie 1931, Rietz-Neuendorf, Brandenburg, Germania – d. 2 octombrie 2008) a fost un călăreț ce a reprezentat Germania, medaliat olimpic. A participat la 2 ediții ale Jocurilor Olimpice (1960, 1964) în care a câștigat o medalie de bronz.